# 로케시 카나가라지
로케시 카나가라지(1986년 3월 14일~)는 주로 타밀어 영화에서 작업하는 인도 영화 감독이자 시나리오 작가이다. 그녀는 2016년 선집 단편 영화 아비알로 경력을 시작했다. 이후 첫 장편영화 <마아나그램> (2017)을 연출했다. 그는 그의 영화 카이티와 비크람으로 로케시 시네마틱 유니버스 프랜차이즈를 만들었다. 그녀의 다가오는 영화는 마스터 (2021) 이후 비제이 와 함께한 두 번째 영화인 레오이다.

## 어린 시절
로케시 카나가라지는 인도 타밀 나두 주 코임바토르 지역의 키나투카다부에서 태어났다. MBA를 취득하기 전에 그녀는 PSG 예술 과학 대학에서 패션 기술을 공부했다. 그는 폴라치의 칼리야푸람에 있는 팔라니아말 입학 고등 중등 학교에서 학교를 다녔다. 로케시는 또한 은행 직원이었다. 영화 제작에 대한 열정으로 로케시는 기업 단편 영화 대회에 참가했다. 이번 대회의 심사위원은 카르틱 수바라지였다. 단편영화에 깊은 인상을 받은 그는 로케시에게 영화 제작 분야에서 감독 경력을 쌓도록 격려했다.

## 살림
2016년에는 그의 단편영화 아비알 카르틱 수바라지 가 제작한 선집 영화 아비알 에 포함되었다. 2017년에는 하이퍼링크 영화 '마아나가람'으로 감독 데뷔했다. 2018년 말부터 그는 마나가람 과 같은 제작사인 Dream Warrior Pictures에서 영화 작업을 시작했다. 카르티가 주연을 맡은 영화는 카이티 라는 제목의 액션 스릴러였다.
카이티 이후 그의 다음 액션 드라마 영화는 비제이 와  비제이 세투파티 가 주연을 맡은 비크람였다. 퐁갈 축제 하루 전인 2021년 1월 13일에 출시되었다. 이 영화는 대부분 긍정적인 평가를 받았으며 상업적 성공을 거두었다. 마스터는 2021년 가장 높은 수익을 올린 타밀어 영화였다.
그는 다음으로 카말 하산,  비제이 세투파티, 파하드 파실 주연의 비크람 (2022)을 감독했다. 영화의 큰 성공 이후 그는 카이티 와 비크람 의 이야기를 바탕으로 로케시 시네마틱 유니버스를 적극적으로 구축하고 있다. 비크람 이후 그의 다음 영화는 비제이의 67 번째 영화 Leo 가 될 것이다.

## 필모그래피
| 년도   | 주제        | 감독   | 작가   | 감독                                         | 참조.         |  |
| ------ | ----------- | ------ | ------ | -------------------------------------------- | ------------- |  |
| 2016년 | 아비알      | 예     | 예     | 섹션: 칼람                                   |               |  |
| 2017년 | 마나가람    | 예     | 예     | 감독 데뷔                                    |               |  |
| 2019   | 캐시        | 예     | 예     | LCU(로케시 시네마틱 유니버스)의 첫 번째 작품 |               |  |
| 2021   | 주인        | 예     | 예     | 죄수로 카메오 출연                           |               |  |
| 2022년 | 비크람      | 예     | 예     | LCU의 두 번째 할부                           |               |  |
| 2023년 | 남자 이름   | 아니요 | 아니요 | 타밀어 버전 발표자                           | [ 13 ] [ 14 ] |  |
| 2023년 | 속기 쉬운   | 아니요 | 예     | 캐시 의 리메이크                             |               |  |
| 2023년 | 사자 별자리 | 예     | 예     |                                              | [ 15 ]        |  |

## 상
| 축하            | 수상명           | 영화       | 상태 |
| 제10회 비제이상 | 최우수 데뷔 감독 | 마아나그램 | 수상 |

## 대외관계
- (영어) 로케시 카나가라지 - 인터넷 영화 데이터베이스